# Второй кабинет Ванханена
Второй кабинет Ванханена (фин. Vanhasen II hallitus, швед. Regeringen Vanhanen II) — 70-й кабинет министров Финляндии, который возглавлял премьер-министр Финляндии Матти Ванханен.
Кабинет министров был сформирован 19 апреля 2007 года и закончил свои полномочия 22 июня 2010 года.
| Министр | Министр                                                                                        | Срок полномочий                                                   | Партия | Партия   |
| ------- | ---------------------------------------------------------------------------------------------- | ----------------------------------------------------------------- | ------ | -------- |
|         | Премьер-министр Финляндии Ванханен, Матти                                                      | 19.4.2007 — 22.6.2010                                             |        | Центр    |
|         | Министр финансов Финляндии и заместитель премьер-министра Катайнен, Юрки                       | 19.4.2007 — 22.6.2010                                             |        | Кокоомус |
|         | Министр иностранных дел Финляндии Канерва, Илкка Стубб, Александр                              | 19.4.2007 — 4.4.2008 4.4.2008 — 22.6.2010                         |        | Кокоомус |
|         | Министр внешней торговли и развития Вяюрюнен, Пааво                                            | 19.4.2007 — 22.6.2010                                             |        | Центр    |
|         | Министр юстиции Финляндии Бракс, Туйя                                                          | 19.4.2007 — 22.6.2010                                             |        | Зелёные  |
|         | Министр внутренних дел Финляндии Холмлунд, Анне                                                | 19.4.2007 — 22.6.2010                                             |        | Кокоомус |
|         | Министр по делам Европы и иммиграции Турс, Астрид                                              | 19.4.2007 — 22.6.2010                                             |        | Швед.    |
|         | Министр обороны Финляндии Хякямиес, Юри                                                        | 19.4.2007 — 22.6.2010                                             |        | Кокоомус |
|         | Министр государственного управления и местного самоуправления Кивиниеми, Мари                  | 19.4.2007 — 22.6.2010                                             |        | Центр    |
|         | Министр образования Финляндии Саркомаа, Сари Вирккунен, Хенна                                  | 19.4.2007 — 19.12.2008 19.12.2008 — 22.6.2010                     |        | Кокоомус |
|         | Министр культуры и спорта Финляндии Валлин, Стефан                                             | 19.4.2007 — 22.6.2010                                             |        | Швед.    |
|         | Министр сельского и лесного хозяйства Финляндии Анттила, Сиркка-Лииса                          | 19.4.2007 — 22.6.2010                                             |        | Центр    |
|         | Министр транспорта и связи Вехвиляйнен, Ану                                                    | 19.4.2007 — 22.6.2010                                             |        | Центр    |
|         | Министр транспорта Финляндии Линден, Суви                                                      | 19.4.2007 — 22.6.2010                                             |        | Кокоомус |
|         | Министр экономики Финляндии Пеккаринен, Маури                                                  | 19.4.2007 — 22.6.2010                                             |        | Центр    |
|         | Министр труда Финляндии Крунберг, Тарья Синнемяки, Анни                                        | 19.4.2007 — 26.6.2009 26.6.2009 — 22.6.2010                       |        | Зелёные  |
|         | Министр социального обеспечения и здравоохранения Финляндии Хюссяля, Лийса Рехула, Юха         | 19.4.2007 — 24.5.2010 24.5.2010 — 22.6.2010                       |        | Центр    |
|         | Министр базовых услуг Финляндии Рисикко, Паула                                                 | 19.4.2007 — 22.6.2010                                             |        | Кокоомус |
|         | Министр охраны окружающей среды Финляндии Лехтомяки, Паула Тийликайнен, Киммо Лехтомяки, Паула | 19.4.2007 — 28.9.2007 28.9.2007 — 11.4.2008 11.4.2008 — 22.6.2010 |        | Центр    |
|         | Министр жилищного строительства Финляндии Вапаавуори, Ян                                       | 19.4.2007 — 22.6.2010                                             |        | Кокоомус |